# مير قاسم علي
مير قاسم علي (31 ديسمبر 1952 - 3 سبتمبر 2016) كان رجل أعمال وسياسي بنغلاديشي. هو كان مديرًا سابقًا لبنك بنغلاديش الإسلامي، ورئيسًا لشركة دغنتا ميديا، التي تمتلك قناة دغنتا.  أسس ابن سينا تراست/، وكان شخصية رئيسية في تأسيس المنظمة غير الحكومية رابطة العالم الإسلامي. كان يعتبر شخصية بارزة في الجماعة الإسلامية البنغالية.
حكم عليه بالإعدام في 2 نوفمبر 2014 بتهمة ارتكاب جرائم ضد الإنسانية أثناء حرب الاستقلال البنغلاديشية في عام 1971 من قبل محكمة الجرائم الدولية في بنغلاديش . وقد نفى أقاربه هذه الاتهامات، مشيرين إلى أن لدى الحكومة وأعدائه دوافع سياسية. كما أثارت الجماعات الحقوقية بواعث قلق بشأن هذه الحالات، حيث انتقدت منظمة العفو الدولية استخدام عقوبة الإعدام قائلة إن محاكمة مير قاسم علي كانت غير عادلة. أُعدم في سجن غازيبور في 3 سبتمبر 2016. بعد أن رفضت المحكمة العليا في بنغلاديش استئنافه النهائي.